# Литографский карандаш
Литографский карандаш содержит химические вещества, которые реагируют с веществом литографского камня (известняк) и после дополнительной химической обработки водным раствором коллоида образуют печатную форму — литографию.
Состав литографского карандаша (в весовых частях):
- мыло — 3
- воск — 4
- шеллак — 1 (может заменяться воском или бараньим жиром),
- сажа — 1

Из приведённого рецепта видно, что мыло в карандаше составляет третью часть от общей массы. В состав входит только твёрдое (натриевое) мыло, которое является основой твёрдого хозяйственного мыла.
Современный литографский карандаш вместо мыла содержит стеарин и не растворим в воде.
В таблице приведен состав карандашей «Bolton Brown’s Insoluble Crayons», от твердого #5 до мягкого #000:
Твердость регулируется карнаубским воском и минеральным маслом.
|                   | твердый |    |    |    |    |    |    | мягкий |
|                   | № 5     | 4  | 3  | 2  | 1  | 0  | 00 | № 000  |
| Воск карнаубский  | 50      | 45 | 40 | 35 | 30 | 25 | 20 | 18     |
| Стеарин           | 50      | 45 | 38 | 36 | 26 | 20 | 14 | 10     |
| Минеральное масло |         | 10 | 20 | 20 | 40 | 50 | 60 | 70     |
| Парафин           |         |    | 1  | 2  | 3  | 4  | 5  | 6      |
| сажа              | 8       | 8  | 8  | 8  | 8  | 8  | 8  | 8      |